# Cukrówka (ptak)
Cukrówka (Streptopelia roseogrisea) – gatunek średniego ptaka z rodziny gołębiowatych (Columbidae), występujący w północnej Afryce i na Półwyspie Arabskim, introdukowany m.in. do Nowej Zelandii i Stanów Zjednoczonych. Uważany za przodka udomowionych „cukrówek” (Streptopelia risoria) (choć niektórzy wskazują sierpówkę jako przodka S. risoria). Gatunek osiadły z sezonowymi migracjami w porze suchej z północnej części Sahelu do południowego Kamerunu i Nigru.
Komisja Faunistyczna Sekcji Ornitologicznej Polskiego Towarzystwa Zoologicznego wymienia ją na liście gatunków stwierdzonych w Polsce, lecz nie zaliczonych do awifauny krajowej (kategoria E w klasyfikacji AERC – pojaw nienaturalny).

## Charakterystyka

### Wymiary
Ciało cukrówki osiąga długość całkowitą 26–27 cm. Skrzydło samca mierzy 16–16,9 cm, w przypadku samicy jest nieznacznie krótsze – 15,8–16,4 cm. Ogon ma 9,6–12,4 cm, dziób 1,4–1,8 cm, a skok 2,4–3 cm. Masa przeciętnego osobnika mieści się w przedziale 165–274 g. Rozpiętość skrzydeł w zakresie 45–56 cm.

### Wygląd zewnętrzny
Dymorfizm płciowy nieznaczny. Głowa o zaokrąglonym kształcie. Czoło i ciemię jasne, szaroróżowe. Tylna część szyi z czarnym paskiem posiadającym biały górny brzeg.  Grzbiet, kuper, pokrywy nadogonowe, barkówki, lotki trzeciorzędowe i wewnętrzne pokrywy skrzydłowe jasnoszare. Lotki pierwszorzędowe brązowe z płowożółtymi zakończeniami. Środkowe pióra ogona szarobrązowe, kolejne pary piór o ciemnoszarej barwie z coraz szerszymi białymi końcówkami, najbardziej zewnętrzna para z białymi brzegami. Dolne partie ciała o różanym kolorze, brzuch i podbródek oraz spodnia część skrzydła białe. Tęczówka ciemnoczerwona, skóra oczodołów z wąskim białym pierścieniem. Nogi czerwone, dziób czarny.
Młode podobne do dorosłych osobników, ale z mniej widoczną obrączką na karku, a całe upierzenie ma bardziej piaskowe zabarwienie. Pokrywy skrzydłowe z bladożółtymi brzegami. Tęczówka żółtobrązowa. Nogi o matowej, szarobrązowej barwie.

## Habitat
Przebywa w otoczeniu suchych krzewów, głogu i akacji. Wybiera miejsca położone w pobliżu źródeł wody. Pojawia się również na otwartych przestrzeniach takich, jak tereny rolnicze i łąki. W południowo-zachodniej Arabii i Mauretanii zasiedla parki miejskie, natomiast na wybrzeżach Jemenu i Arabii Saudyjskiej można spotkać cukrówkę w namorzynach.

## Zachowanie i dieta
Może łączyć się w duże stada podczas odpoczynku i zaspokajania pragnienia; poza tymi okolicznościami przebywa w mniejszych grupach. Cukrówka poszukuje pokarmu na ziemi. W skład jej diety wchodzą nasiona, ziarna zbóż, jagody, ślimaki i owady. W okresach większej dostępności do wody spożywa rośliny jednoliścienne z preferencją wobec Panicum laetum, natomiast w latach suchych wybiera rośliny dwuliścienne. Wówczas do 80% diety może stanowić buzdyganek naziemny.
Głos: opisywany jako łagodne koo... krroo lub koo... koo-roo z wdechem po zakończeniu. Gruchanie samic ma zazwyczaj delikatniejszy ton, z większym naciskiem na wibrujące rr.

## Rozród

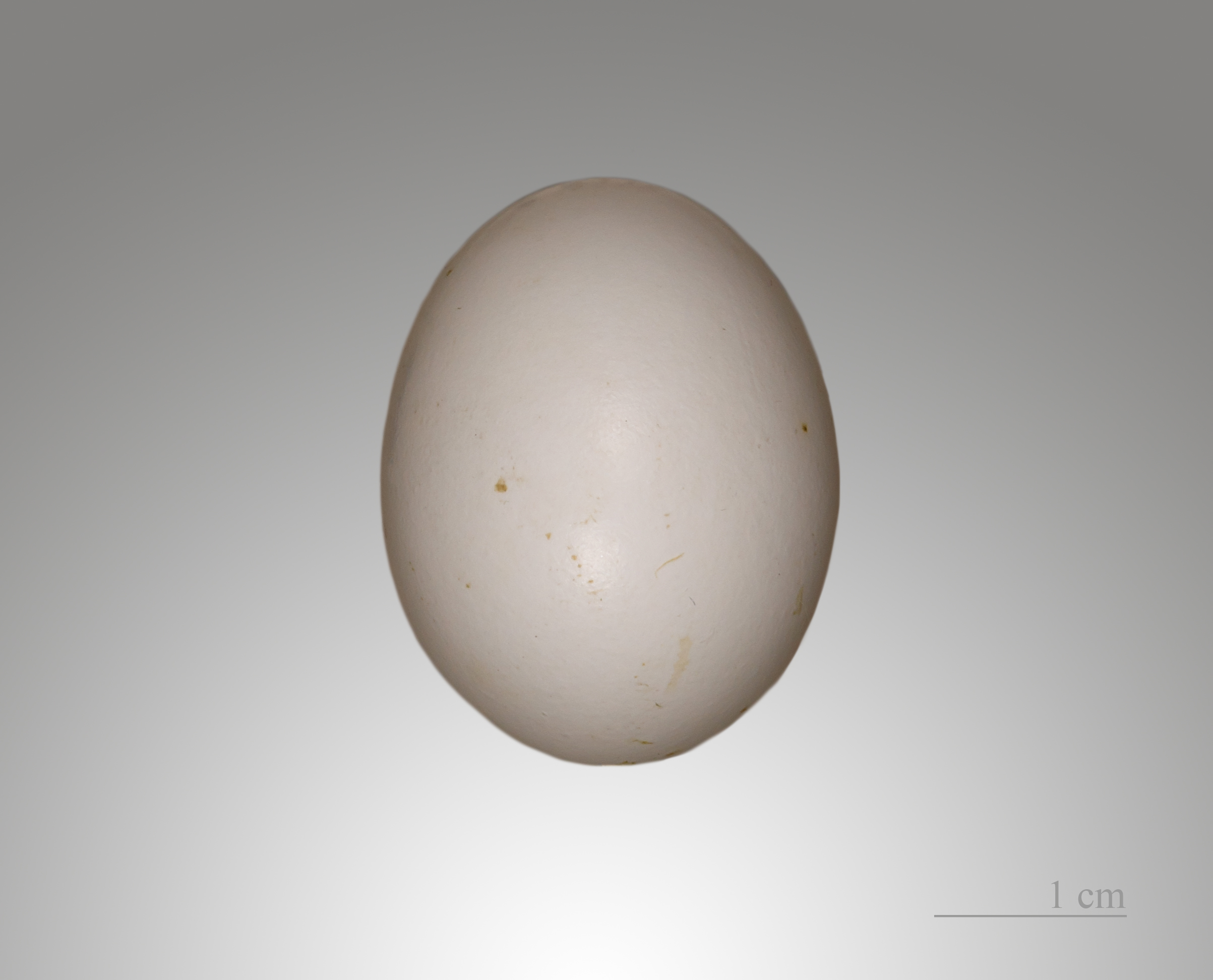
Jajo z kolekcji muzealnej

Gatunek monogamiczny.

### Okres godowy
Toki: gruchanie i głęboki ukłon samca, który prawie dotyka dziobem podłoża, pióra wokół głowy nastroszone na kształt kołnierza. Lot pokazowy: gwałtowny i szybki z głośnym trzepotem skrzydeł, następnie szybowanie ze sztywno trzymanymi skrzydłami i rozłożonym ogonem.
Gniazdo: krucha, płytka platforma wykonana z cienkich gałązek, wyłożona trawą i bardziej wątłymi gałązkami, zazwyczaj na drzewach lub w zaroślach, ale również na gzymsach budynków lub parapetach.

### Okres lęgowy
Jaja: białe, dwa w lęgu. Podawane średnie wymiary to 2,9 cm na 2,3 cm. Pierwsze z jaj znoszone zazwyczaj wieczorem, drugie rano kolejnego dnia.
Wysiadywanie: oboje rodzice wysiadują jaja na zmianę przez ok. 15 dni.
Pisklęta: młode uzyskują opierzenie w ciągu dwóch tygodni od wyklucia i stają się całkowicie samodzielne po trzech lub czterech tygodniach.

## Status
Międzynarodowa Unia Ochrony Przyrody (IUCN) uznaje cukrówkę za gatunek najmniejszej troski (LC – Least Concern). Liczebność populacji nie została oszacowana, ale ptak ten opisywany jest jako pospolity, lokalnie bardzo liczny. Ze względu na brak dowodów na spadki liczebności bądź istotne zagrożenia dla gatunku, BirdLife International uznaje trend liczebności populacji za stabilny.

## Podgatunki
| Wyróżniane podgatunki               | Wyróżniane podgatunki |
| ----------------------------------- | --- |
| S. r. roseogrisea (Sundevall, 1857) | Podgatunek nominatywny. Południowo-zachodnia Mauretania, Senegambia, Mali, Niger, Czad, Sudan, do zachodniej Etiopii.                                                                                                   |
| S. r. arabica (Neumann, 1904)       | Wybrzeże Erytrei, północna i północno-wschodnia Etiopia, północna Somalia, Arabia od Dżuddy do Adenu (południowy Jemen). Od podgatunku nominatywnego różni się nieco ciemniejszym upierzeniem i szarym spodem skrzydeł. |